# Copa del Mundo de ciclismo en pista de 2004-2005
La Copa del Mundo de ciclismo en pista de 2004-2005 fue la 13.ª edición de la Copa del Mundo de ciclismo en pista. Se celebró del 5 de noviembre de 2004 al 20 de febrero de 2005 con la disputa de cuatro pruebas.

## Pruebas
| Fecha                      | Lugar       |
| -------------------------- | ----------- |
| 5-7 de noviembre de 2004   | Moscú       |
| 10-12 de diciembre de 2004 | Mánchester  |
| 7-9 de enero de 2005       | Los Ángeles |
| 18-20 de febrero de 2005   | Sídney      |

## Resultados

### Masculinos
| Evento                  | Ganador                                                             | Segundo                                                            | Tercero                                                             |
| Moscú                   | Moscú                                                               | Moscú                                                              | Moscú                                                               |
| ----------------------- | ------------------------------------------------------------------- | ------------------------------------------------------------------ | ------------------------------------------------------------------- |
| Keirin                  | Sergiy Ruban                                                        | Grégory Baugé                                                      | Ivan Vrba                                                           |
| Km. contrarreloj        | Jason Queally                                                       | Sören Lausberg                                                     | Alois Kaňkovský                                                     |
| Velocidad               | Sergiy Ruban                                                        | Grégory Baugé                                                      | Teun Mulder                                                         |
| Velocidad por equipos   | Sören Lausberg Michael Seidenbecher Jan van Eijden                  | Grégory Baugé Hervé Gané Matthieu Mandard                          | Dmitriy Leopold Sergey Polynskiy Sergiy Ruban                       |
| Persecución             | Volodymyr Dyudya                                                    | Robert Hayles                                                      | Jens Mouris                                                         |
| Persecución por equipos | Roman Kononenko Volodymyr Dyudya Vitaliy Popkov Volodímir Zagorodni | Jens Mouris Peter Schep Wim Stroetinga Niki Terpstra               | Serguéi Klímov Anton Mindlin Alexander Serov Nikolai Trussov        |
| Puntuación              | Peter Schep                                                         | Petr Lazar                                                         | Luis Fernando Sepúlveda                                             |
| Scratch                 | James Carney                                                        | Geraint Thomas                                                     | Matthew Gilmore                                                     |
| Madison                 | Matthew Gilmore Iljo Keisse                                         | Martin Bláha Petr Lazar                                            | Martin Liska Jozef Zabka                                            |
| Los Ángeles             |                                                                     |                                                                    |                                                                     |
| Keirin                  | Teun Mulder                                                         | Arnaud Tournant                                                    | José Antonio Villanueva                                             |
| Km. contrarreloj        | Theo Bos                                                            | Jason Queally                                                      | Ben Kersten                                                         |
| Velocidad               | Mickaël Bourgain                                                    | Arnaud Tournant                                                    | Kazuya Narita                                                       |
| Velocidad por equipos   | Theo Bos Teun Mulder Tim Veldt                                      | Carsten Bergemann Matthias John Stefan Nimke                       | Mickaël Bourgain Didier Henriette Arnaud Tournant                   |
| Persecución             | Robert Bartko                                                       | Mijaíl Ignátiev                                                    | Sergi Escobar                                                       |
| Persecución per equipos | Robert Bartko Robert Bengsch Henning Bommel Leif Lampater           | Jason Allen Peter Latham Timothy Gudsell Marc Ryan                 | Roman Kononenko Volodymyr Dyudya Vitaliy Popkov Volodymyr Zagorodny |
| Puntuación              | Mijaíl Ignátiev                                                     | Colby Pearce                                                       | Chris Newton                                                        |
| Scratch                 | Alex Rasmussen                                                      | Siarhei Daubniuk                                                   | José Medina                                                         |
| Madison                 | Robert Bartko Leif Lampater                                         | Martin Bláha Petr Lazar                                            | Mijaíl Ignátiev Nikolai Trussov                                     |
| Mánchester              |                                                                     |                                                                    |                                                                     |
| Keirin                  | René Wolff                                                          | Mickaël Bourgain                                                   | Shane Kelly                                                         |
| Km. contrarreloj        | Chris Hoy                                                           | Ben Kersten                                                        | Stefan Nimke                                                        |
| Velocidad               | Mickaël Bourgain                                                    | Lukasz Kwiatkowski                                                 | José Antonio Villanueva                                             |
| Velocidad por equipos   | Chris Hoy Craig MacLean Jason Queally                               | Lukasz Kwiatkowski Rafa Furman Damian Zieliński                    | Kazuya Narita Yusho Oikawa Kazunari Watanabe                        |
| Persecución             | Sergi Escobar                                                       | Robert Hayles                                                      | Levi Heimans                                                        |
| Persecución por equipos | Steven Cummings Robert Hayles Paul Manning Chris Newton             | Carlos Castaño Guillermo Ferrer García Asier Maeztu Carles Torrent | Christian Bach Robert Bengsch Henning Bommel Leif Lampater          |
| Puntuación              | Vassil Kirienka                                                     | Nikita Eskov                                                       | Colby Pearce                                                        |
| Scratch                 | Jérôme Neuville                                                     | Volodímir Ribin                                                    | Ioannis Tamourídis                                                  |
| Madison                 | Andy Flickinger Jérôme Neuville                                     | Kenny De Ketele Wouter Van Mechelen                                | Andreas Müller Leif Lampater                                        |
| Sídney                  |                                                                     |                                                                    |                                                                     |
| Keirin                  | Theo Bos                                                            | Laurent Gané                                                       | Pavel Buráň                                                         |
| Km. contrarreloj        | Ben Kersten                                                         | Tim Veldt                                                          | François Pervis                                                     |
| Velocidad               | Theo Bos                                                            | Jobie Dajka                                                        | Arnaud Tournant                                                     |
| Velocidad por equipos   | Grégory Baugé Arnaud Tournant François Pervis                       | Kazuya Narita Yusho Oikawa Kazunari Watanabe                       | Jobie Dajka Joel Leonard Ben Kersten                                |
| Persecución             | Levi Heimans                                                        | Edward Clancy                                                      | Ivan Kovaliov                                                       |
| Persecución por equipos | Jason Allen Hayden Godfrey Gregory Henderson Marc Ryan              | Edward Clancy Matthew Brammeier Andrew Tennant Tom White           | Richard England Sean Finning Matthew Goss Miles Olman               |
| Puntuación              | Volodímir Ribin                                                     | Ioannis Tamourídis                                                 | Sean Finning                                                        |
| Scratch                 | Wim Stroetinga                                                      | Alex Rasmussen                                                     | Gregory Henderson                                                   |
| Madison                 | Dmytro Grabovskyy Volodímir Ribin                                   | Michael Mørkøv Alex Rasmussen                                      | Mark Cavendish Tom White                                            |

### Femeninos
| Evento              | Ganadora             | Segunda            | Tercera              |
| Moscú               | Moscú                | Moscú              | Moscú                |
| ------------------- | -------------------- | ------------------ | -------------------- |
| Keirin              | Susan Panzer         | Tamilla Abassova   | Christin Muche       |
| 500 m. contrarreloj | Tamilla Abassova     | Yvonne Hijgenaar   | Elisa Frisoni        |
| Velocidad           | Tamilla Abassova     | Tian Fang          | Christin Muche       |
| Persecución         | Oxana Kostenko       | Lyudmyla Vypyraylo | Marlijn Binnendijk   |
| Puntuación          | Lyudmyla Vypyraylo   | Rebecca Bertolo    | Apollinaria Bakova   |
| Scratch             | Apollinaria Bakova   | Oxana Kostenko     | Annalisa Cucinotta   |
| Los Ángeles         |                      |                    |                      |
| Keirin              | Victoria Pendleton   | Anna Meares        | Natallia Tsylinskaya |
| 500 m. contrarreloj | Natallia Tsylinskaya | Elisa Frisoni      | Yvonne Hijgenaar     |
| Velocidad           | Natallia Tsylinskaya | Tamilla Abassova   | Elisa Frisoni        |
| Persecución         | Katie Mactier        | Emma Davies        | Elena Tchalykh       |
| Puntuación          | Erin Mirabella       | Alexis Rhodes      | Adrie Visser         |
| Scratch             | Yulia Arustamova     | Eleonora Soldo     | Emma Davies          |
| Mánchester          |                      |                    |                      |
| Keirin              | Natallia Tsylinskaya | Susan Panzer       | Jennie Reed          |
| 500 m. contrarreloj | Tamilla Abassova     | Victoria Pendleton | Elisa Frisoni        |
| Velocidad           | Christin Muche       | Victoria Pendleton | Tamilla Abassova     |
| Persecución         | Katherine Bates      | Emma Davies        | Karin Thürig         |
| Puntuación          | Katherine Bates      | Vera Carrara       | Alexis Rhodes        |
| Scratch             | Katherine Bates      | Rebecca Quinn      | Virginie Moinard     |
| Sídney              |                      |                    |                      |
| Keirin              | Anna Meares          | Guo Shuang         | Jennie Reed          |
| 500 m. contrarreloj | Yvonne Hijgenaar     | Elisa Frisoni      | Lori-Ann Muenzer     |
| Velocidad           | Anna Meares          | Guo Shuang         | Yvonne Hijgenaar     |
| Persecución         | Marlijn Binnendijk   | Dale Tye           | Tatsiana Sharakova   |
| Puntuación          | Rochelle Gilmore     | Giorgia Bronzini   | Yun Mei Wu           |
| Scratch             | Annalisa Cucinotta   | Katherine Bates    | Catherine Sell       |

## Clasificaciones

### Países
| Rang | País/Equip     | Moscou | Los Ángeles | Mánchester | Sídney | Total |
| ---- | -------------- | ------ | ----------- | ---------- | ------ | ----- |
| 1    | Países Bajos   | 95     | 89          | 56         | 120    | 360   |
| 2    | Rusia          | 127    | 86          | 78         | 33     | 324   |
| 3    | Reino Unido    | 71     | 75          | 101        | 50     | 297   |
| 4    | Australia      | 8      | 64          | 77         | 132    | 281   |
| 5    | Alemania       | 88     | 74          | 88         | 21     | 271   |
| 6    | Francia        | 54     | 62          | 80         | 45     | 241   |
| 7    | Italia         | 59     | 38          | 49         | 67     | 213   |
| 8    | Ucrania        | 76     | 47          | 35         | 29     | 187   |
| 9    | Estados Unidos | 34     | 53          | 37         | 41     | 165   |
| 10   | Nueva Zelanda  | -      | 46          | 19         | 64     | 129   |

### Masculinos
| Pos. | Ciclista                | Mos | LAn | Man | Syd | Pts |
| 1.   | Andriy Vynokourov       | 4   | 7   | 7   |     | 19  |
| 2.   | Sergiy Ruban            | 12  |     | 5   |     | 17  |
| 3.   | José Antonio Villanueva | 7   | 8   |     |     | 17  |
| 4.   | Theo Bos                |     |     |     | 12  | 12  |
| 5.   | René Wolff              |     |     | 12  |     | 12  |

| Pos. | Ciclista        | Mos | LAn | Man | Syd | Pts |
| 1.   | Ben Kersten     |     | 8   | 10  | 12  | 30  |
| 2.   | Jason Queally   | 12  | 10  |     |     | 22  |
| 3.   | Tim Veldt       |     |     | 6   | 10  | 16  |
| 4.   | Alois Kaňkovský | 8   |     | 7   |     | 15  |
| 5.   | Yusho Oikawa    | 2   | 4   | 1   | 6   | 13  |

| Pos. | Ciclista         | Mos | LAn | Man | Syd | Pts |
| 1.   | Mickaël Bourgain |     | 12  | 12  |     | 24  |
| 2.   | Grégory Baugé    | 10  |     | 7   | 7   | 24  |
| 3.   | Arnaud Tournant  |     | 10  |     | 8   | 18  |
| 4.   | Kazuya Narita    | 7   | 8   |     | 1   | 16  |
| 5.   | Jobie Dajka      |     |     | 4   | 10  | 14  |

| Pos. | Ciclista             | Mos | LAn | Man | Syd | Pts |
| 1.   | Levi Heimans         |     |     | 8   | 12  | 20  |
| 2.   | Sergi Escobar        |     | 8   | 12  |     | 20  |
| 3.   | Robert Hayles        | 10  |     | 10  |     | 20  |
| 4.   | Volodymyr Dyudya     | 12  | 5   |     |     | 17  |
| 5.   | Alessandro Mazzolani | 5   |     | 5   | 7   | 17  |

| Pos. | Equip     | Mos | LAn | Man | Syd | Pts |
| 1.   | Francia   | 10  | 8   |     | 12  | 30  |
| 2.   | Japón     |     | 7   | 8   | 10  | 25  |
| 3.   | Alemania  | 12  | 10  |     |     | 22  |
| 4.   | Polonia   | 6   | 5   | 10  |     | 21  |
| 5.   | Australia |     | 6   | 7   | 8   | 21  |

| Pos. | Equip         | Mos | LAn | Man | Syd | Pts |
| 1.   | Reino Unido   | 5   |     | 12  | 10  | 27  |
| 2.   | Alemania      | 7   | 12  | 8   |     | 27  |
| 3.   | Rusia         | 8   | 6   | 6   | 7   | 27  |
| 4.   | Nueva Zelanda |     | 10  | 4   | 12  | 26  |
| 5.   | Ucrania       | 12  | 8   | 3   |     | 23  |

| Pos. | Ciclista          | Mos | LAn | Man | Syd | Pts |
| 1.   | Alex Rasmussen    |     | 12  | 7   | 10  | 29  |
| 2.   | Wim Stroetinga    |     | 6   | 4   | 12  | 22  |
| 3.   | James Carney      | 12  |     |     | 4   | 16  |
| 4.   | Jérôme Neuville   |     |     | 12  |     | 12  |
| 5.   | Gregory Henderson |     | 4   |     | 8   | 12  |

| Pos. | Ciclista        | Mos | LAn | Man | Syd | Pts |
| 1.   | República Checa | 10  | 10  | 4   |     | 24  |
| 2.   | Bélgica         | 12  |     | 10  |     | 22  |
| 3.   | Ucrania         | 6   | 4   |     | 12  | 22  |
| 4.   | Alemania        |     | 12  | 8   |     | 20  |
| 5.   | Francia         | 7   |     | 12  |     | 19  |

#### Puntuación
| Pos. | Ciclista        | Mos | LAn | Man | Syd | Pts |
| 1.   | Mijaíl Ignátiev | 6   | 12  |     |     | 18  |
| 2.   | Colby Pierce    |     | 10  | 8   |     | 18  |
| 3.   | Sergi Escobar   |     | 6   | 7   |     | 13  |
| 4.   | Volodímir Ribin |     |     |     | 12  | 12  |
| 5.   | Vasil Kirienka  |     |     | 12  |     | 12  |

### Femeninos
| Pos. | Ciclista             | Mos | LAn | Man | Syd | Pts |
| 1.   | Anna Meares          |     | 10  |     | 12  | 22  |
| 2.   | Susan Panzer         | 12  |     | 10  |     | 22  |
| 3.   | Elisa Frisoni        | 7   | 4   | 6   | 5   | 22  |
| 4.   | Jennie Reed          |     | 5   | 8   | 8   | 21  |
| 5.   | Natallia Tsylinskaya |     | 8   | 12  |     | 20  |

| Pos. | Ciclista             | Mos | LAn | Man | Syd | Pts |
| 1.   | Elisa Frisoni        | 8   | 10  | 8   | 10  | 36  |
| 2.   | Tamilla Abassova     | 12  | 7   | 12  |     | 31  |
| 3.   | Yvonne Hijgenaar     | 10  | 8   |     | 12  | 30  |
| 4.   | Natallia Tsylinskaya |     | 12  | 7   |     | 19  |
| 5.   | Victoria Pendleton   | 6   | 2   | 10  |     | 18  |

| Pos. | Ciclista         | Mos | LAn | Man | Syd | Pts |
| 1.   | Tamilla Abassova | 12  | 10  | 8   |     | 30  |
| 2.   | Elisa Frisoni    | 6   | 8   | 7   | 4   | 25  |
| 3.   | Yvonne Hijgenaar | 7   | 3   | 4   | 8   | 22  |
| 4.   | Christin Muche   | 8   |     | 12  |     | 20  |
| 5.   | Anna Meares      |     | 7   |     | 12  | 19  |

| Pos. | Ciclista           | Mos | LAn | Man | Syd | Pts |
| 1.   | Lyudmyla Vypyraylo | 10  | 6   | 5   |     | 21  |
| 2.   | Marlijn Binnendijk | 8   |     |     | 12  | 20  |
| 3.   | Emma Davies        |     | 10  | 10  |     | 20  |
| 4.   | Dale Tye           |     | 4   |     | 10  | 14  |
| 5.   | Tatsiana Sharakova |     |     | 6   | 8   | 14  |

| Pos. | Ciclista           | Mos | LAn | Man | Syd | Pts |
| 1.   | Lyudmyla Vypyraylo | 12  | 7   | 7   |     | 26  |
| 2.   | Alexis Rhodes      |     | 10  | 8   |     | 18  |
| 3.   | Giorgia Bronzini   |     | 6   |     | 10  | 16  |
| 4.   | Marlijn Binnendijk | 5   |     | 4   | 5   | 14  |
| 5.   | Rochelle Gilmore   |     |     |     | 12  | 12  |

| Pos. | Ciclista           | Mos | LAn | Man | Syd | Pts |
| 1.   | Katherine Bates    |     |     | 12  | 10  | 22  |
| 2.   | Annalisa Cucinotta | 8   |     |     | 12  | 20  |
| 3.   | Yulia Arustamova   |     | 12  | 4   |     | 16  |
| 4.   | Rebecca Quinn      |     | 4   | 10  |     | 14  |
| 5.   | Catherine Sell     |     | 1   | 5   | 8   | 14  |